# Homokszínű sáska
A homokszínű sáska (Sphingonotus caerulans) a sáskafélék családjába tartozó, Eurázsiában és Észak-Afrikában honos sáskafaj.

## Megjelenése
A homokszínű sáska testhossza a hím esetében 17-19 mm, a nőstény 20-33 mm. Közepes termetű, karcsú alkatú sáskafaj. Alapszíne világosszürkés vagy barnás, sötét foltokkal tarkítva. A környezettől függően előfordulnak vöröses, kékes, sőt majdnem fekete példányok is. A csápok világos-sötét gyűrűsek. A fej jóval magasabbra emelkedik a tornál. A fej mögött a torpajzs kissé összeszűkül és a tetején 3 keresztrovátka húzódik. A hátsó lábszárak kékesek. A szárnyak pedig jóval túlérnek a térden. Az elülső szárnyon két vagy három sötét keresztsáv látható, a hátsó szárny töve kéken elszíneződik, nincs rajta sötét szalag. 
Nem ciripel, csak az udvarlás során ad halk hangokat.

### Hasonló fajok
A kékszárnyú sáska hasonlít hozzá. 

## Elterjedése
Eurázsiában (Spanyolországtól a Kaszpi-tengerig), valamint Észak-Afrikában honos. Magyarországon viszonylag ritka, többek között a Bakonyban, a Balaton-felvidéken, a Vértesben, a Kiskunságban ismertek állományai. 

## Életmódja
Meleg és száraz homoki gyepek, sziklagyepek, folyómenti homokos-köves területek, tengerparti dűnék, kőbányák, vasúti töltések lakója, ahol a növényzet nagyon ritkás, alig takarja a talajt. Jól repül, nagyobb távolságokra is elvándorol. Különféle lágyszárú növényekkel, füvekkel táplálkozik, ritkán megeszi az elpusztult rovarokat is. 
Kifejlett egyedeivel június közepétől októberig találkozhatunk. A nőstény a csupasz, gyorsan felmelegedő, homokos-kavicsos talajba rakja petéit. Az áttelelő petékből május végén, június elején kelnek ki a lárvák. 

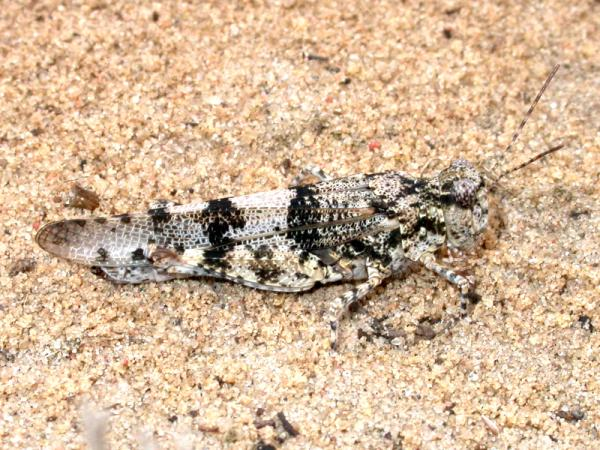
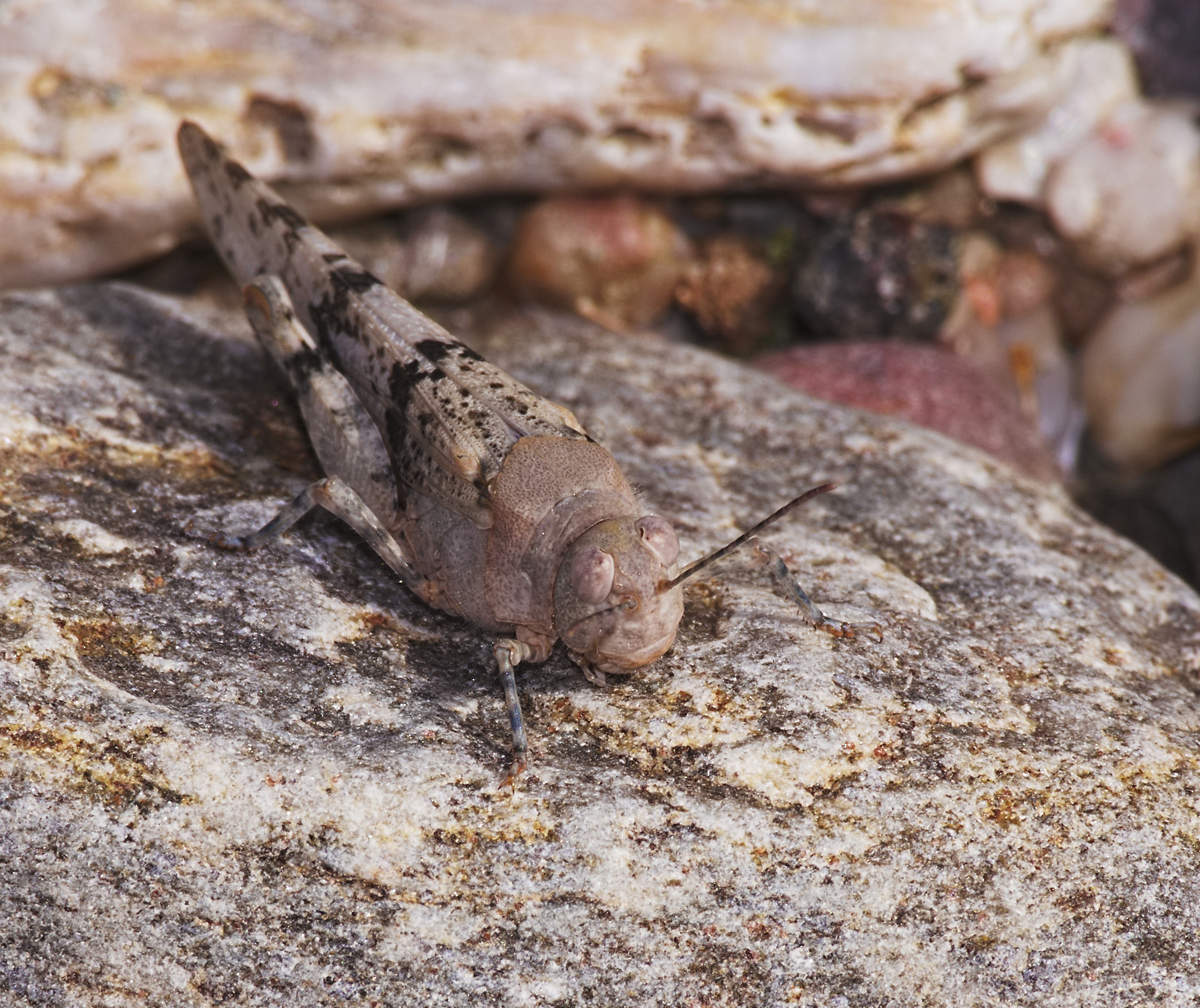
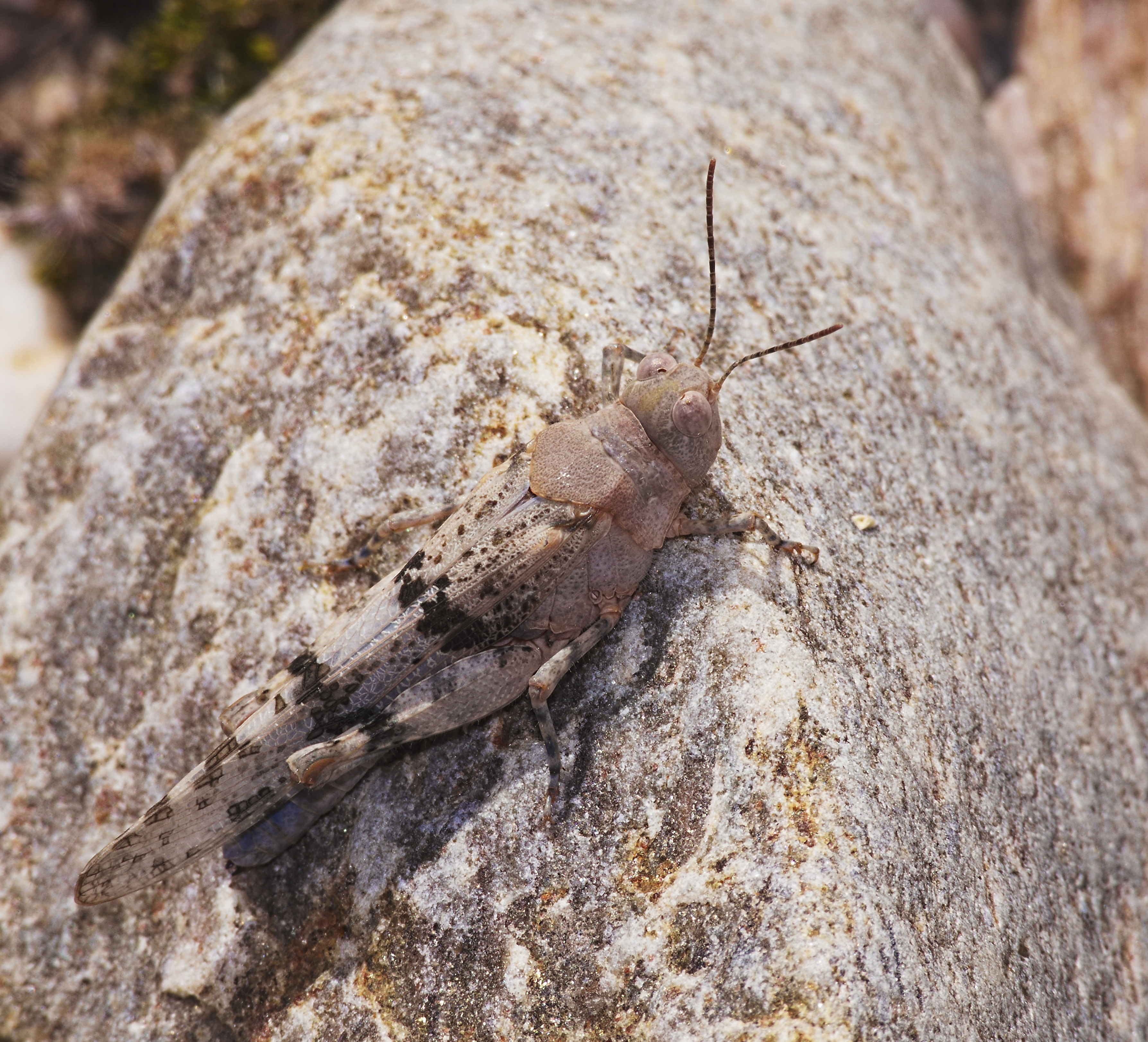
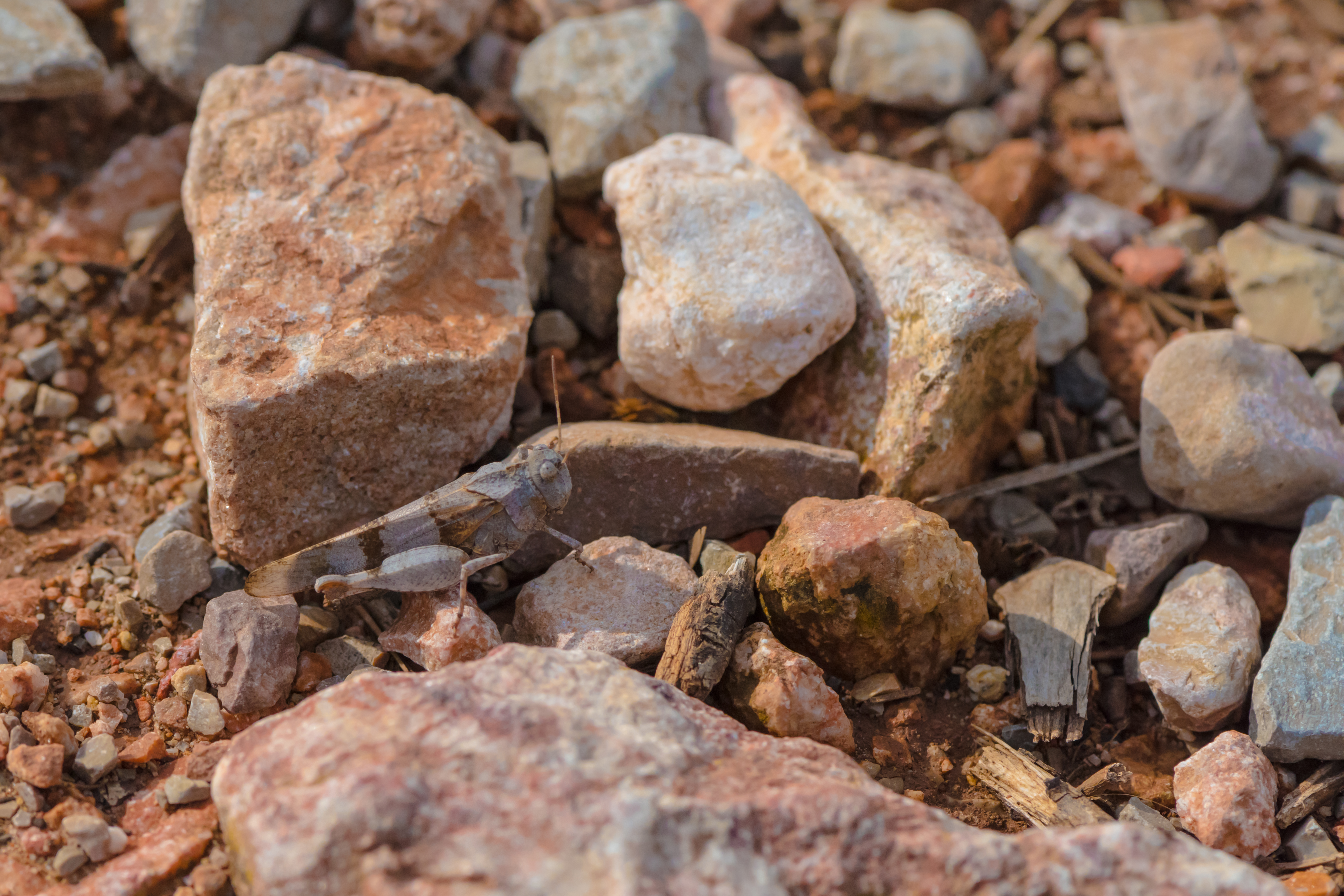
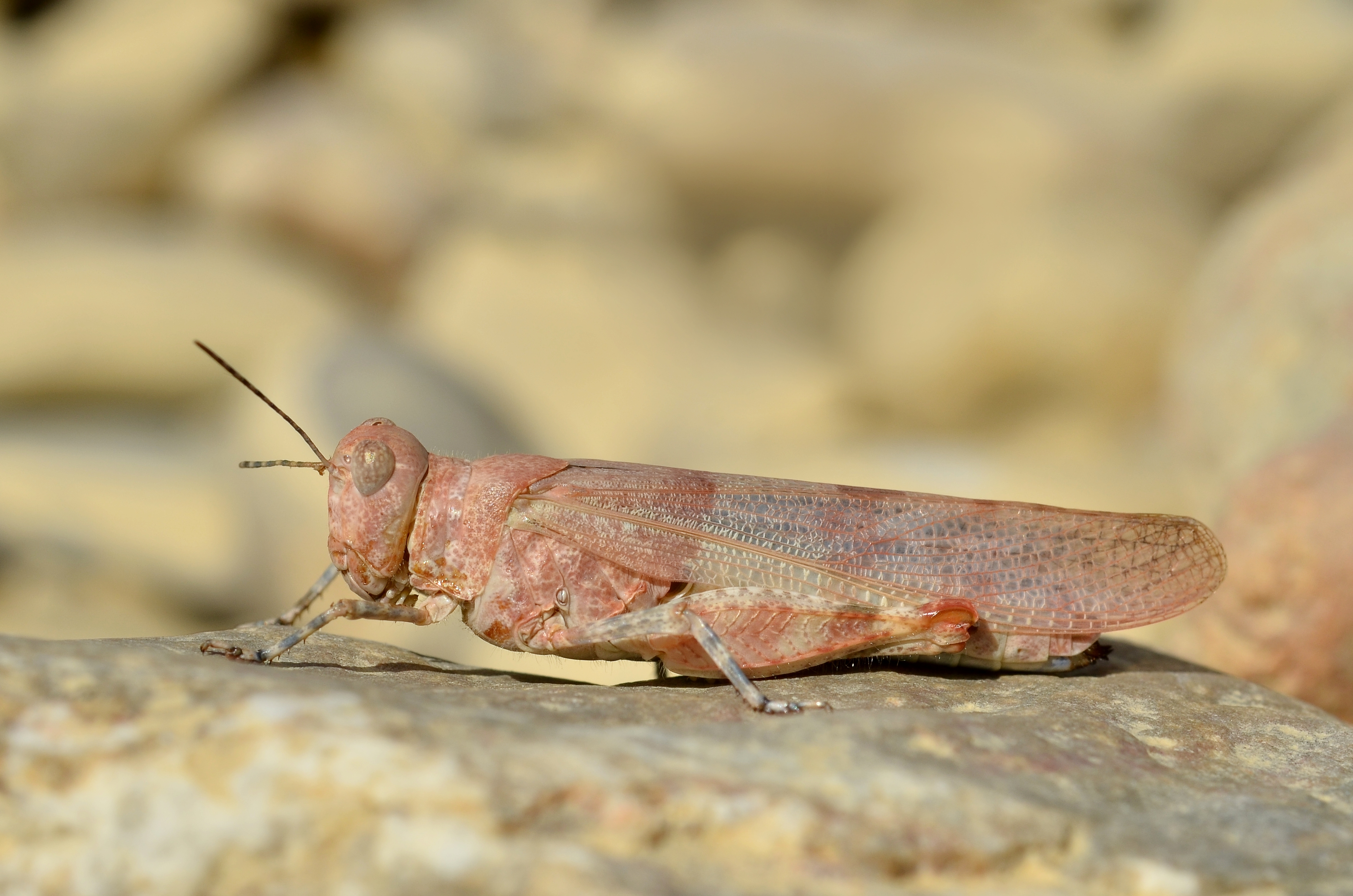

Magyarországon nem védett.